# 大津市立瀬田北中学校
大津市立瀬田北中学校（おおつしりつせたきたちゅうがっこう）は、滋賀県大津市大将軍一丁目にある公立中学校である。地元では「北中」と呼ばれている。
2012年度（平成24年度）時点では生徒数が900人超に達しており、滋賀県内では最も生徒数が多い中学校だった。

## 概要
児童数の増加に伴い1983年（昭和58年）に大津市立瀬田中学校から分離して開校した中学校であるが、学区を減らしても生徒数が増えたため1987年（昭和62年）と1993年（平成5年）に校舎増築が行われた。なお、当校のゆるキャラは虎をイメージした「セタキタイガー」である。

## 沿革
- 1983年（昭和58年） 4月 - 大津市立瀬田中学校から分離して開校。
- 1985年（昭和60年） 8月 - NHK杯全国中学校放送コンテスト テレビ番組部門で最優秀賞を受賞。
- 2020年（令和2年）4月 - 同年度より制服を改定。旧制服は学生服であったが、男女ともにブレザーに変更した[6]。

## 基礎データ

### スローガン
- 校訓 - 自律・創造[1]
- 教育目標 - 「考動」〜考え動く生徒の育成〜[7]

## 部活動
- 運動部 - 陸上・水泳・野球（男）・ソフトボール（女）・バレーボール・バスケットボール・ソフトテニス・卓球・バドミントン・サッカー（男）・ラグビー（男）・ボート[8]
- 文化部 - 吹奏楽・科学・美術・家庭・英会話[8]

備考
- 「（男）」と記した部活（男子のみ）は、女子も入部することができる。
- ボート部は全国大会への出場が多く、男子ボート部は第34回全日本中学選手権競漕大会や第43回全日本中学選手権競漕大会で総合優勝を果たした。女子ボート部も全国大会で決勝に出場したことがあり、第34回全日本中学選手権競漕大会で総合優勝を果たしている。

## 学区
- 大津市立瀬田北小学校と大津市立瀬田東小学校の校区全域[13]。

## アクセス
- JR琵琶湖線（東海道本線）瀬田駅
  - 同駅から近江鉄道バス。「瀬田北小学校」停留所下車、徒歩約3分[14]。
  - 同駅から徒歩約9分[14]。